# ایجی اوتسوکا
ایجی اوتسوکا (به ژاپنی: 大塚 英志 Eiji Ōtsuka)؛ زادهٔ ۲۸ اوت ۱۹۵۸) رمان‌نویس، جامعه‌شناس، منتقد، استاد در مرکز تحقیقات بین‌المللی ژاپن‌شناسی و مانگاکا اهل ژاپن است.